# Хлотар IV
Хлотар IV (на френски: Clotaire IV; на немски: Chlothar IV.; * вер. 685, † 719) от династията Меровинги, е крал на франките в Австразия през 717 – 719 г.

## Биография
Хлотар е вероятно син на Хилдеберт III.
Карл Мартел побеждава при Винци меровингския си противник Хилперих II и неговия майордом Раганфрид (21 март 717) и издига Хлотар IV за геген-крал. Хлотар е напълно зависим от Карл и умира през 719 г. Тогава Карл Мартел признава отново Хилперих II за крал на Неустрия.